# 森生まさみ
森生 まさみ（もりお まさみ、3月15日 - ）は、日本の漫画家。愛媛県内子町（旧五十崎町）生まれ。松山大学卒業。血液型はO型。
1989年、山崎真実（やまざき まさみ）名義で、『LaLa DX』1989年清水玲子大特集号にて「気になるストレンジャー」でデビュー。以後、主に『LaLa』や『LaLa DX』など白泉社系列の漫画雑誌で活躍する。また、単行本の巻末で「NG」として制作の裏話や設定などを描くこともある。

## 作品リスト

### 単行本
花とゆめコミックス
- そして今日も世界は揺れる（全1巻、1990年刊）
- 生徒全員に告ぐ!（全1巻、1991年刊） - 城南高校生徒会シリーズ
- 感嘆符なしでは語れない（全1巻、1991年刊）
- ヒロイズム前線（全1巻、1991年刊） - 城南高校生徒会シリーズ
- 夢限宇宙で恋をしよう（全3巻、1992年 - 1993年刊） - 「夢限宇宙で恋をしよう」シリーズ
- つま先で恋をしよう（全1巻、1993年刊） - 「夢限宇宙で恋をしよう」シリーズ
- 聖・はいぱあ警備隊（全11巻、1994年 - 2001年刊）
- 羊たちは何を見た（全2巻、1994年刊）
- コンクリート・ノイズ（全1巻、1995年刊）
- 7人目は笑う（全1巻、1996年刊）
- 理由は彼女にきいてくれ（全1巻、1996年刊）
- おまけの小林クン（全16巻、1997年 - 2005年刊） - 「おまけの小林クン」シリーズ
- ミモザでサラダ（全1巻、2004年刊）
- らぶ・ちょっぷ!（全2巻、2006年 - 2007年刊）
- こんぺいとうダーリン♪（全1巻、2008年刊）
- きゃらめるBOY（全3巻、2008年 - 2012年刊）
- 恐竜な歯医者さん（全1巻、2008年刊）
- もちもちの神様（全4巻、2010年 - 2012年刊）
- らびっとアリス（全3巻、2013年 - 2014年刊）
- 愛が地球を救うのだ!（全2巻、2014年 - 2015年刊）
- オトナの小林くん（既刊6巻 2019年7月現在、2016年 - ）[2] - 「おまけの小林クン」シリーズ

### 文庫
白泉社文庫
- 聖・はいぱあ警備隊（全5巻、2004年 - 2005年刊）
- 生徒全員に告ぐ!（全2巻、2005年刊） - 城南高校生徒会シリーズ
- 羊たちは何を見た（全1巻、2007年刊）
- コンクリート・ノイズ（全1巻、2008年刊）
- おまけの小林クン（全8巻、2011年刊）[3] - 「おまけの小林クン」シリーズ

### 画集
- 森生まさみ画集「おまけの小林クン」（2005年刊）